# Monsano
Monsano – miejscowość i gmina we Włoszech, w regionie Marche, w prowincji Ankona.
Według danych na styczeń 2010 gminę zamieszkiwały 3223 osoby przy gęstości zaludnienia 225,5 os./1 km².